# Байгоррия
Байгоррия (исп. Baygorria) — населённый пункт сельского типа в центральной части Уругвая, в департаменте Дурасно.

## География
Расположен в северо-западной части департамента, недалеко от реки Рио-Негро и плотины Байгоррия. Через населённый пункт проходит национальное шоссе № 4. Абсолютная высота — 43 метра над уровнем моря.

## Население
Население по данным на 2011 год составляет 161 человек.
| Год  | Население |
| ---- | --------- |
| 2004 | 245       |
| 2011 | 161       |

Источник: Instituto Nacional de Estadística de Uruguay